# Missundaztood
A Missundaztood Pink második stúdióalbuma.
2001 novemberében jelent meg második albuma Missundaztood címmel, melyet leginkább a rock stílus jellemez. Az album producere többek között Linda Perry (a 4 Non Blondes egykori énekesnője) volt. Ő több dalt írt az albumra. Az album első kislemeze a Get the Party Started az USA-ban és azon kívül több országban bekerült a Top 5-be, és Ausztráliában első lett. A 2002 MTV Video Music Awardson a dal videóklipje megkapta a Legjobb női videó és a Legjobb táncos videó díjakat. Az albumról még három kislemez jelent meg: a Don't Let Me Get Me, a Family Portrait és a Just like a Pill, mely Pink első olyan száma lett, amellyel vezetni tudta az angol Uk Singles Chartslágerlistát. A Missundaztood 20 országban lett arany vagy platinalemez és több, mint 16 millió példány kelt el belőle világszerte. A Pinket jelölték a 2003-as Grammy-díjátadón a Legjobb Popalbum kategóriában a Missundaztood-ért és a Legjobb Pop előadás kategóriában a Get the Party Started-ért. Faith Hill 2002-ben megjelent Cry című albumának több dalát is ő írta. 2002-ben Pink elindult első önálló turnéjára a Party Tour-ra, melynek keretein belül fellépett Amerikában, Európában és Ausztráliában is. Később csatlakozott Lenny Kravitz amerikai turnéjához.

## Dalok
| 1.  | M!ssundaztood         | 3:37 |
| 2.  | Don't Let Me Get Me   | 3:31 |
| 3.  | Just Like a Pill      | 3:57 |
| 4.  | Get The Party Started | 3:12 |
| 5.  | Respect               | 3:25 |
| 6.  | 18 Wheeler            | 3:45 |
| 7.  | Family Portrait       | 4:56 |
| 8.  | Misery                | 4:32 |
| 9.  | Dear Diary            | 3:30 |
| 10. | Eventually            | 3:35 |
| 11. | Lonely Girl           | 4:20 |
| 12. | Numb                  | 3:08 |
| 13. | Gone To California    | 4:34 |
| 14. | My Vietnam            | 5:19 |